# ساناتروک سارگسیان
ساناتروک مارتیروسی سارگسیان (ارمنی: Սանատրուկ Մարտիրոսի Սարգսյան؛  زادهٔ ۱۳ ژوئن ۱۹۱۵ - درگذشته ۵ مارس ۱۹۸۵) زیست‌شناس، استاد دانشگاه اهل ارمنستان بود.

## زندگی‌نامه
وی در (۲۶) ۱۳ ژوئن ۱۹۱۵ در نوراشنیک به دنیا آمد از دانشگاه دولتی کشاورزی تاشکند (۱۹۳۷) فارغ‌التحصیل گشت. وی همچنین برندهٔ جوایزی همچون نشان پرچم سرخ کار شده است. وی در ۵ مارس ۱۹۸۵ در سن ۶۹ سالگی در ایروان درگذشت.

## یادداشت
1. ↑  կենսաբանական գիտությունների դոկտոր